# Kriegerdenkmal Grünewalde

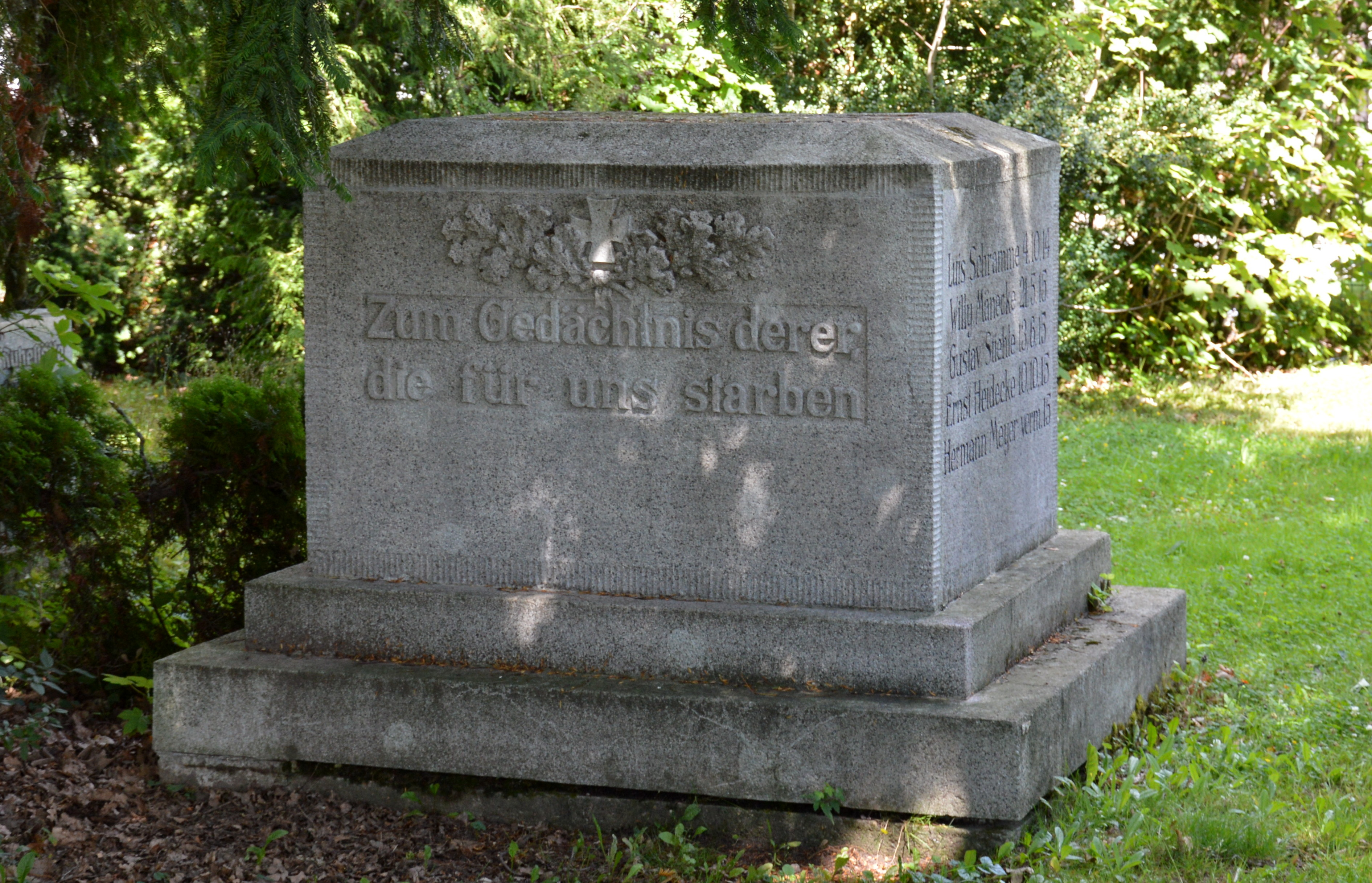
Kriegerdenkmal Grünewalde

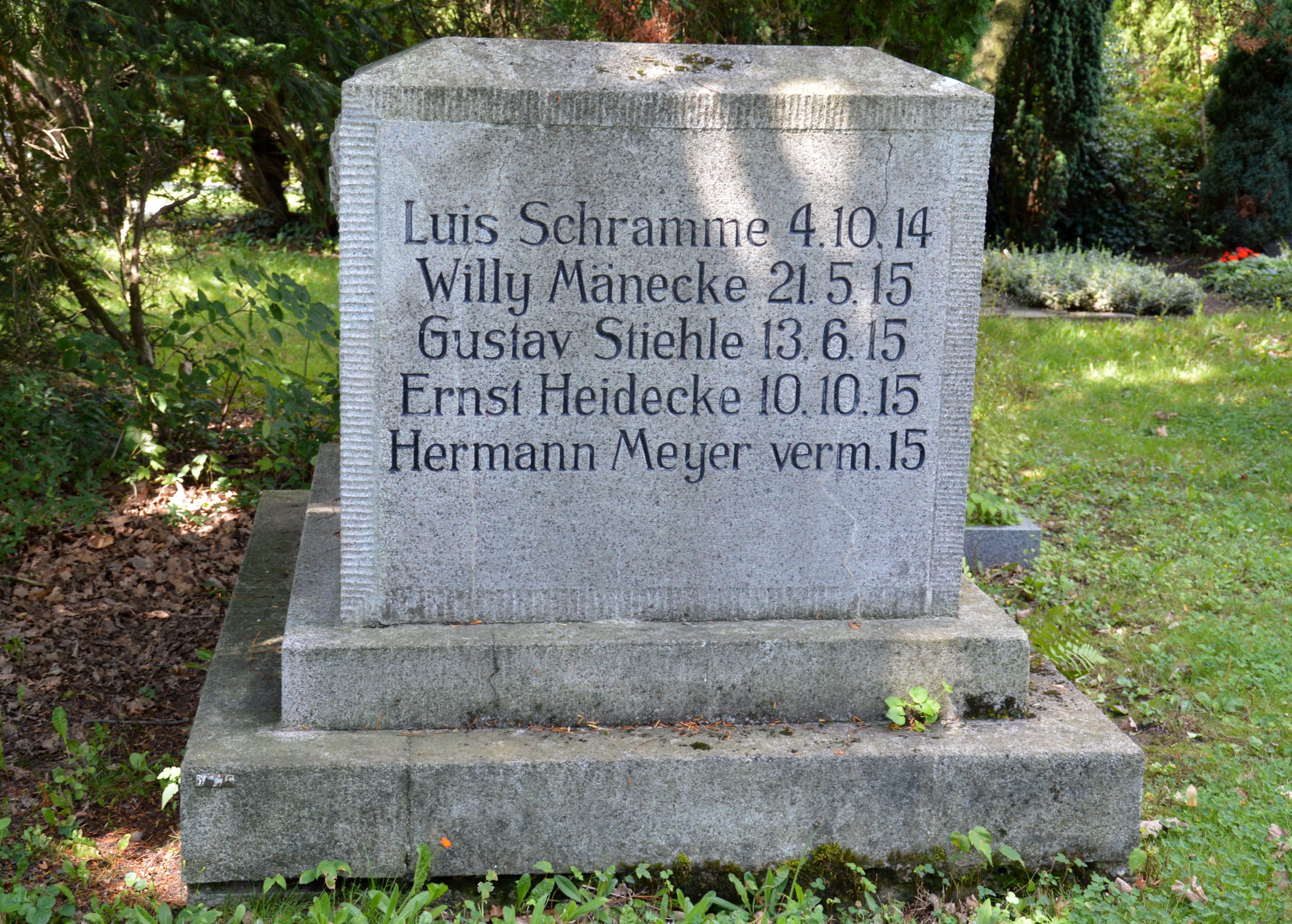
Ostseite

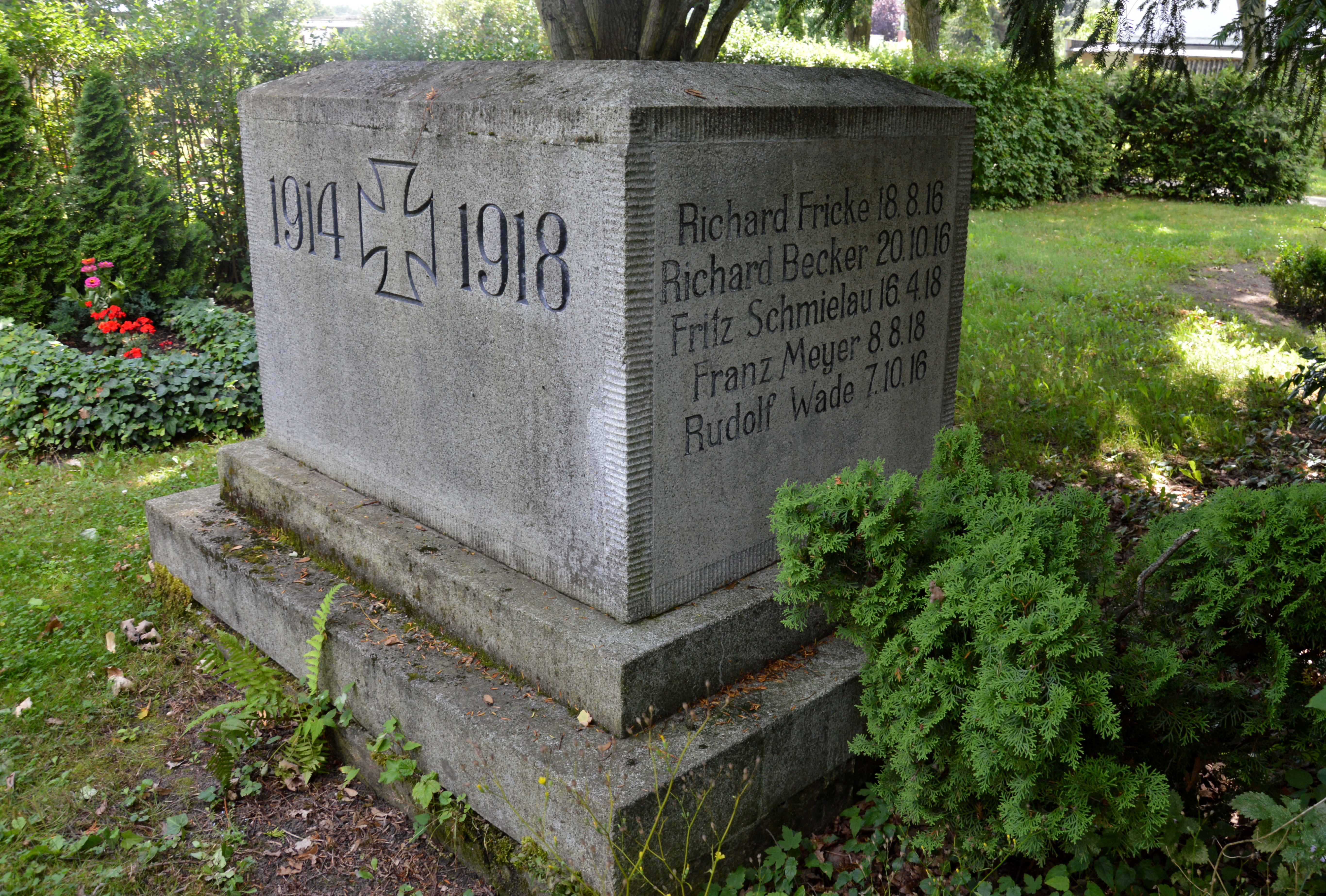
Blick von Nordwesten

Das Kriegerdenkmal Grünewalde ist ein denkmalgeschütztes Kriegerdenkmal im Ortsteil Grünewalde der Stadt Schönebeck (Elbe) in Sachsen-Anhalt.
Es befindet sich auf dem nördlichen Teil des Friedhofs Grünewalde.

## Gestaltung und Geschichte
Das Denkmal wurde für zehn namentlich genannte Gefallene des Ersten Weltkriegs errichtet.
Es besteht aus einem auf einem kleinen Sockel ruhenden Quader. Auf den vier Seitenflächen des Quaders befinden sich Inschriften, die den Gefallenen gedenken und sie namentlich nennen.
Im örtlichen Denkmalverzeichnis ist das Kriegerdenkmal unter der Erfassungsnummer 094 98307 als Kleindenkmal verzeichnet.

## Inschriften
Auf der Südseite befindet sich unterhalb der Darstellung eines von Eichenlaub umrahmten Eisernen Kreuzes die Inschrift:

Zum Gedächtnis derer

die für uns starben
Auf der Ostseite werden die Namen und Sterbedaten Gefallener genannt:
Luis Schramme 4.10.14

Willy Mänecke 21.5.15

Gustav Stiehle 13.6.15

Ernst Heidecke 10.10.15

Hermann Meyer verm. 15

Die Nordseite trägt als Inschrift die Jahreszahlen:
1914 1918

zwischen denen sich die Abbildung eines Eisernen Kreuzes befindet.
Die Westseite zeigt die Namen und Daten fünf weiterer Gefallenen:
Richard Fricke 18.8.16

Richard Becker 20.10.16

Fritz Schmielau 16.4.18

Franz Meyer 8.8.18

Rudolf Wade 7.10.16

Etwas weiter südwestlich befindet sich auf dem Friedhof eine Gedenkstele, die auch den Gefallenen des Zweiten Weltkriegs namentlich gedenkt.